# Krókárgerðisfjall
Krókárgerðisfjall är ett berg i republiken Island. Det ligger i regionen Norðurland vestra, 200 km nordost om huvudstaden Reykjavík. Toppen på Krókárgerðisfjall är 1 098 meter över havet.
Trakten runt Krókárgerðisfjall är nära nog obefolkad, med mindre än två invånare per kvadratkilometer. Det finns inga samhällen i närheten. Trakten runt Krókárgerðisfjall består i huvudsak av gräsmarker.